# 我們的6E班
《我們的6E班》（英語：Our Days in 6E），是2017年香港電影，由冼國林執導，孫耀威、葉芷如、黃奕、方力申、洪天明、陳嘉桓、麥長青領銜主演。故事環繞香港一間收不了少南亞裔、大陸新移民和成績操行較差的本地學生的學校。

## 故事簡介
香港有一所另類的「國際學校」，大部分學生以南亞裔為主，亦包括內地新移民及成績操行較差的本地學生。正是因為學生的文化差異、思想和觀念的不同，導致他們衝突連連，加上教學支援不足等惡劣條件，令學校師生間氣氛長期處在緊張狀態，校長和教師心疲力竭。

## 演員表
| 演員   | 角色        |
| 孫耀威 | Park Sir    |
| 葉芷如 | Miss Law    |
| 阮頌揚 | 小崗        |
| 陳欣妍 | JJ          |
| 彭志偉 | Nara        |
| 喬加雲 | Sab         |
| 周嘉莉 | 鍾主任      |
| 黃奕   | JJ後母      |
| 方力申 | 銀行家      |
| 洪天明 | 張Sir       |
| 陳嘉桓 | 司儀        |
| 麥長青 | 李校監      |
| 張國強 | 林校長      |
| 陸詩韻 | 賓館老板娘  |
| 吳志雄 | 仇哥        |
| 尹揚明 | JJ爸        |
| 張慧儀 | 小崗生母    |
| 范振鋒 | Hea陳       |
| 李思欣 | 小賣部Fat姐 |
| 喬寶寶 | Z哥         |
| 漢洋   | 英哥        |
| 馮素波 | 小崗嫲嫲    |
| 趙永洪 | 小崗生父    |
| 洪羅拔 | 李警司      |
| 林家亨 | 評判團      |
| 凌冠華 | 評判團      |
| 潘鐵珊 | 評判團      |
| 向展偉 | 律師        |
| 張敬仁 | 女警        |
| 黃焯言 | 童年小崗    |

## 外部連結
- 香港影庫上《我們的6E班》的資料（繁體中文）
- 《我們的6E班 （页面存档备份，存于）》在WMOOV電影的資料
- 豆瓣电影上《我們的6E班》的資料 （简体中文）
- 我們的6E班 - Yahoo 電影 （页面存档备份，存于）